# 방출음
방출음(放出音, 영어: Ejective)은 폐에서 나온 호기를 쓰지 않고 조음하는 닿소리의 하나이다. 
성대를 닫고 동시에 후두보다 위에 있는 조음 기관에서 폐쇄를 만들어서 닫은 공간에 공기를 가둔다. 폐쇄를 지속한 채 후두 전체를 위에 움직이면 공간의 기압이 높아져서 폐쇄가 개방되고 기압이 높은 구강 안에서 기압이 낮은 밖으로 공기가 나간다. 이 공기의 흐름을 이용해서 내는 소리가 방출음이다. 
에티오피아의 공용어인 암하라어 등 아프리카의 언어에서 많이 볼 수 있다.

## 국제 음성 기호
- [pʼ] - 양순 방출음
- [tʼ] - 치경 방출음
- [kʼ] - 연구개 방출음
- [sʼ] - 치경 방출마찰음
- [qʼ] - 구개수 방출음
- [ʡʼ] - 후두개 방출음

## 같이 보기
- 비트박스